# یونیورسال استودیوز کره
یونیورسال استودیوز کره (انگلیسی: Universal Studios South Korea) شرکت رسانه‌ای کره‌ای است.